# Miljømærke
Miljømærke er et mærke som kan tildeles forskellige produkttyper, eksempelvis fødevarer, maling, vaskemidler, papir, tekstiler, computere, elpærer, vaskemaskiner, legetøj og fodtøj.
For at opnå mærkning skal det relevante produkt opfylde fastsatte kriterier i forbindelse med fremstilling, brug og affaldshåndtering.

## Miljømærker
- EU-Blomsten (EU)
- Svanemærket (Norden)
- Der Blauer Engel (Tyskland)
- Bra Miljöval (Sverige)
- Marine Stewardship Council (England)
- Dolphin Safe Label (USA)
- Eugene Green Energy Standard (International)
- Naturemade Star (Schweiz)
- Norppa (Finland)
- Milieukeur (Holland)
- The Green Key/Den Grønne Nøgle (Internationalt)
- Klimapapir (Danmark)
- Meet Me Don't Eat Me (Internationalt)
- FSC - Forest Stewardship Counsil (Internationalt)